# Обыкновенный чешуеног
Обыкновенный чешуеног (Pygopus lepidopodus) — вид ящериц из семейства чешуеногов.
Общая длина достигает 75 см, 2/3 длины приходится на хвост. Тело покрыто килевидной чешуёй, которая на голове переходит в крупные симметрично расположенные щитки. Задние ноги имеют вид плоских, покрытых чешуёй лопастей. У самцов они вдвое больше чем у самок. При движении ноги плотно прижимаются к туловищу. Окраска тела сверху красноватого или коричнево-оливкового цвета с продольными строчками чёрных пятен. Они заметны у молодых чешуеногов, у взрослых слабо выражены.
Любит сухие полупустыни с травой, лесные поляны, мелкий кустарник. Роет норы, где прячется днём. Активен ночью. Питается насекомыми, пауками, мелкими ящерицами, иногда овощами.
Яйцекладущая ящерица. Самка откладывает 2 яйца.
Вид обитает на юге и востоке Австралии, в частности многочислен в Квинсленде.

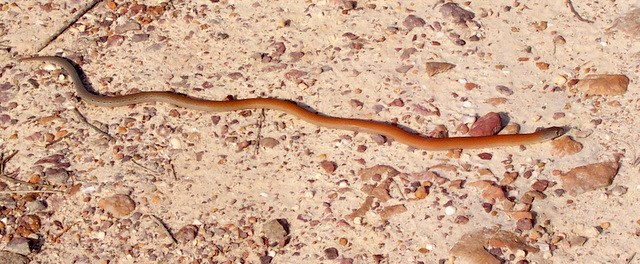